# Feldflieger-Abteilung 55
Feldflieger-Abteilung Nr. 55 – FFA 55 (Polowy oddział lotniczy nr 55) – jednostka obserwacyjna i rozpoznawcza lotnictwa niemieckiego Luftstreitkräfte z początkowego okresu I wojny światowej.

## Informacje ogólne
Jednostka została utworzona na początku I wojny światowej, w dniu 19 stycznia 1915 roku w Fliegerersatz Abteilung Nr. 13 i weszła w skład większej jednostki Batalionu Lotniczego nr 3. Jednostka uczestniczyła w walkach na froncie wschodnim. 
11 stycznia 1917 roku jednostka została przeformowana i zmieniona w Fliegerabteilung 25 - (FA 25).
W jednostce służyli m.in. Rudolf Klimke późniejszy as Jagdstaffel 27. Klimke w jednostce odniósł pierwsze zwycięstwo powietrzne. 25 września 1916 roku zestrzelił samolot Morane-Saulnier L.